# Sant Mateu d'Albarca
Sant Mateu d'Albarca o Sant Mateu d'Aubarca és un poble del municipi de Sant Antoni de Portmany, a Eivissa. Té 377 habitants (2009).
Ubicat a 13 quilòmetres al nord-est del centre municipal, al costat de la Cala Aubarca. El nucli urbà data de finals del segle xviii, quan es construeix l'església parroquial de Sant Mateu en la vénda d'Aubarca (1785-1796), al voltant de la qual es van alçar els habitatges.
A nord-est de Sant Mateu està situada la serra des Puig, que assoleix els 241 metres sobre el nivell de la mar.